# Kobuk (Alaska)
Kobuk es una ciudad ubicada en el borough de Northwest Arctic en el estado estadounidense de Alaska. En el Censo de 2010 tenía una población de 151 habitantes y una densidad poblacional de 3,48 personas por km².

## Geografía
Kobuk se encuentra en las coordenadas 66°54′26″N 156°52′52″O / 66.90722, -156.88111. Según la Oficina del Censo de los Estados Unidos, Kobuk tiene una superficie total de 43.36 km², de la cual 42.01 km² corresponden a tierra firme y (3.11%) 1.35 km² es agua.

## Demografía
Según el censo de 2010, había 151 personas residiendo en Kobuk. La densidad de población era de 3,48 hab./km². De los 151 habitantes, Kobuk estaba compuesto por el 8.61% blancos, el 0% eran afroamericanos, el 90.07% eran amerindios, el 0.66% eran asiáticos, el 0% eran isleños del Pacífico, el 0% eran de otras razas y el 0.66% pertenecían a dos o más razas. Del total de la población el 2.65% eran hispanos o latinos de cualquier raza.

## Localidades adyacentes
El siguiente diagrama muestra a las localidades más próximas a Kobuk.